# 卡尔梅洛·博西
卡尔梅洛·博西（義大利語：Carmelo Bossi，1939年10月15日—2014年3月23日），意大利男子拳击运动员。他曾代表意大利参加1960年夏季奥林匹克运动会拳击比赛，获得男子轻中量级银牌。